# クイズまるごと大集合
『クイズまるごと大集合』（クイズまるごとだいしゅうごう）は、1987年春から1991年春までTBS系列局で、同系列のテレビ番組・新番組の宣伝を兼ねた期末期首特番として放送されたTBS製作の番組対抗の大型クイズ番組である。

## 概要
TBS系の期首期末特番は、1975年秋から1985年春まで『8時だョ!全員集合』をベースとした『4月（10月）だョ!全員集合』と題し、ザ・ドリフターズなどを司会に起用して放送されていたが、メイン番組である『全員集合』が1985年9月に終了したため、同年10月からは『春秋のスペシャル決定版・テレビまるごと大集合』と題し、大橋巨泉・関口宏・ビートたけしといったTBSの看板クイズ・バラエティ番組のメイン司会者に加え、『全員集合』の後番組『加トちゃんケンちゃんごきげんテレビ』のメイン出演者である加藤茶・志村けんも引き続き参加した。
1987年春に本番組にリニューアルされ、前身番組から引き続き巨泉・加藤・志村と新たに関口を加えた4人でローテーション司会を勤めた。ビートたけしはフライデー襲撃事件による謹慎中だったため参加せず復帰後の1987年秋から加わった。この際に体制も巨泉・たけし・関口のローテーション司会に変更され、加藤・志村は「おもしろCMコンテスト」（のちのCM大賞）コーナーの司会に廻ったが、88年秋以降は出場者としての参加に転じた。オープニングナレーション、賞金賞品の紹介、ルール説明などは『クイズ100人に聞きました』の橋本テツヤが務めた。
前身の『4月（10月）だョ!全員集合』や後継の『オールスター感謝祭』とは異なり、事前収録で行われていた。収録はTBS旧社屋Gスタジオ（1988年秋のみ新高輪プリンスホテル(現・グランドプリンスホテル新高輪)「飛天」にて）で行われた 。テーマ音楽はたかしまあきひこが作曲。演奏は岡本章生とゲイスターズによるものである。
なお、TBS系の番組対抗クイズ大会は1983年と1984年にはタモリ司会による『スター対抗クイズ番組大集合』という特番が放送され、その後、1985年1月3日に番組対抗形式の『番組対抗!クイズ大集合』が放送された。いずれもTBS系列のクイズ番組 に新ドラマの出演者が挑戦するというものだった。なお『番組対抗!クイズ大集合』の前身企画『超豪華!番組対抗かくし芸』（1980年 - 1984年）では、隠し芸と隠し芸の合間に、隠し芸を発表した番組の出演者によるクイズ合戦が行われていた。そのクイズ番組は『100人』（1980年 - 1982年）、『クイズ天国と地獄』（1983年）、『ザ・チャンス!』（1984年）であり、それぞれの司会（関口宏→山城新伍→伊東四朗）が担当した。

## 内容
- 当時の人気クイズ番組が集結して、参加番組（チーム）に出題した。また、各番組の司会者が他の番組の司会を担当する（自分の番組を担当することもあった）システムであった。タイトルの冒頭には『春（秋）の豪華版スペシャル』と付けていた。1991年春のみは『クイズまるごと大集合 春の番組王座決定戦!』だった。
- ルールは1989年秋までは1回戦『100人に聞きました』（勝利チームは一律1500点獲得）と2回戦『わくわく動物ランド』（象1個につき1000点獲得）は全チームが参加。そこで総合得点の高かった上位5チームが3回戦『世界まるごとHOWマッチ』に参加できる。『HOWマッチ』を終えて総合得点上位3チームが決勝戦である『クイズダービー』に参加できた。なお、3回戦までに敗れたチームは敗者復活戦を行い、そこで勝利した1チームも『クイズダービー』に参加できた。
  - ただし第1回（1987年春）では、「『HOWマッチ』参加チームが5チーム」までは同じだが、『クイズダービー』参加チームは『HOWマッチ』を勝ち抜いた2チームと敗者復活1チームの計3チームと、1チーム少なかった。第2回（1987年秋）から『HOWマッチ』勝ち抜きチームを3チームに増やし、『クイズダービー』参加を4チームとした。
  - 『クイズダービー』では、それまでの得点（敗者復活チームは失格時点での得点）に、通常番組版の開始時の持ち点3000点を追加して始めた（従って敗者復活チームが0点でも参加する事ができた）。
  - なお、『クイズダービー』に限っては関口・たけしが司会でもオッズは巨泉が付けていた。
- 番組途中には『加トちゃんケンちゃんごきげんテレビ』の加藤茶と志村けんのコンビが進行を務める「おもしろCMコンテスト」（1989年春から巨泉・関口の進行による「番組CM大賞」に改題）というコーナーが挿入されており、この番組のために製作された出場番組の宣伝が流されていた。
  - 出場チームのうちCM大賞のみ参加する番組もあった（『日曜特集・新世界紀行』など。なお『新世界紀行』は担当プロデューサーが賞を受け取ったが、その後はどうなったか不明）。
- クイズ番組の出題の他にも、独自のコーナーとして敗者復活戦が行われていた。
- 優勝チーム及びCM大賞ほか各賞には賞金が贈られた。
  - 「クイズ」での賞金は、1位が200万円、2位が50万円、3位が30万円、そして（1987年秋以降の）4位は賞金は出ず、代わりに番組の特製グッズ（『100人』の百太郎ぬいぐるみなど）が贈られた。
  - 「クイズ」は第7回を最後に第4位の番組特製グッズを廃止、最終回は1位の200万円は変わらないものの順位毎の賞金がなくなり、代わって予選ラウンド Aブロック・Bブロックの1位チームに30万円、決勝進出して総合で2位以下のチームの賞金は優勝チームが10ポイント到達するまでに獲得したチームのポイント数×10万円が贈られた。
  - 「CM大賞」は第3回は優勝番組にハワイ5名様ご招待などの賞品が贈られ、特別賞を受賞した番組は賞金が贈られたが、第6回・第7回は優勝番組に100万円、特別賞に20万円の賞金が贈られ、例外に第6回で主演賞を受賞した北野大には賞金に加え副賞としてハワイ旅行が贈られた。
- クイズに正解した視聴者に賞品がプレゼントが贈られる視聴者プレゼントも実施された。

### ルール変更
- 1990年春にはルールが改変され、全てのクイズに全員参加となり、さらに『クイズ日本昔がおもしろい』『わいわいスポーツ塾』『世界・ふしぎ発見!』、秋には『HOWマッチ』に替わり『世界まるごと2001年』が新たに出題番組に追加された。
- さらに、司会陣に巨泉・関口・たけしの3人に加え、これまで出場番組側のチーム解答者だった逸見政孝・板東英二・草野仁・山口美江が加わった。
- 1990年秋での前半は指名したチームが「動物ランド」（関口担当）「昔がおもしろい」「わいわい」「ふしぎ発見!」「2001年」の5番組のテーマから選択するクイズ。以降は全チーム参加で中盤は各番組からのクイズ（「クイズ!!ひらめきパスワード」「日曜劇場」から数番組からの出題）、最終ブロックは「クイズ100人に聞きました」で特別ルールで行った。また、この回のみ「クイズダービー」は出題番組ではなく、出場番組側になった。

### シリーズの終焉・オールスター感謝祭へ移行
- 1991年春は「予選ラウンド・敗者復活ラウンド・決勝ラウンド」となり、出題番組も『クイズ100人に聞きました』『クイズダービー』『わくわく動物ランド』[注 3]のみとなり、決勝も『史上最強のクイズ王決定戦』のスタイルを踏襲した早押しクイズになったほか、敗者復活ラウンドではある架空の電話番号をかけて司会者のテーブルに置かれた電話に通じたチームのみに解答権が与えられるクイズもあった。しかし、この回が事実上の最終回となり[注 4]、前身である1985年秋に開始した『テレビまるごと大集合』時代を含めて5年半の放送に幕を降ろした。同年秋以降の番組対抗特番は、現在でも続く『オールスター感謝祭』に役割を譲った（同番組は生放送）。
- 『感謝祭』には、たけしは1回・板東は6回出演（いずれも2025年春現在）[注 5]、逸見は1993年春に出演[注 6]、加藤は1998年秋に出演、関口は2001年春のVTR出演、草野は2012年秋のVTR出演・2013年秋の「ぬるぬる大相撲」の第1戦および第2戦の行司[注 7]および2016年秋、2017年春のマラソンの折り返し地点コーン役で、黒柳は2013年春・2015年春にピリオドMCとして出演しているが、巨泉・志村の2人は生涯一度も出演しなかった。
- 1991年春のオープニング・エンディングBGMとCM前のBGMは同年6月の『クイズ!当たって25%』パイロット版、そして『オールスター感謝祭』で使用されている（作曲は門司肇。本番組で使われたバージョンは『感謝祭』のものとは演奏や編曲がやや異なる）。また、1991年春の決勝戦開始時に使われたジングルも『感謝祭』で1994年春までオープニングの司会者登場時の出囃子に使われていた。

## 出題クイズ番組
- クイズダービー - 1990年秋、1991年春以外では決勝で出題。1990年秋には出題はせずチームで参加。
- クイズ100人に聞きました - 1990年秋には決勝戦で出題された。
- 世界まるごとHOWマッチ（毎日放送製作） - 1チーム3人での参加であり、1問ごとに解答者が交代するシステム。番組終了に伴い1990年春を最後に撤退。
- わくわく動物ランド

（1990年に実施された番組）秋はチームが問題を選択できるものだった
- 世界・ふしぎ発見!
- わいわいスポーツ塾
- クイズ日本昔がおもしろい
- 世界まるごと2001年（毎日放送製作） - 『世界まるごとHOWマッチ!!』が終了したのに伴い、その後継番組として参加。1990年秋のみ

## 主な常連出場番組
- 世界・ふしぎ発見! - クイズ番組でありながら、常に出場側に甘んじ続けた。第7・8回でやっと出題側に付くも、第9回ではまた出場側に格下げされた。
- アッコにおまかせ! - エントリーする人数が他チームより少ないにも関わらず単独チームとして気を這い続けた。
- テレビ探偵団 - レギュラーが3人しかいないため、常に他の番組との連合チームで参加し、第1回での優勝を皮切りに各回で高成績を収めた。1回だけCM大賞のみのエントリー回がある。第7・8回ではルール変更の影響で単独チーム参加となったが、第9回ではまた他番組との連合チームとなった。
- わいわいスポーツ塾 - こちらもクイズ番組でありながら、常に出場側に甘んじ続け、第7・8回で出題側に付いている。
- 関口宏のサンデーモーニング

## 総合司会
- 大橋巨泉
- 関口宏
- 加藤茶・志村けん（第1回のみ。第2回以降はCMコンテスト担当兼「ごきげんテレビ」チームの解答者だったが、第6回でCMコンテスト司会を外され、この回を最後に「ごきげんテレビ」ごと番組から撤退。）
- ビートたけし（第2回～）

## 出場チーム及び各クイズの結果
※ CM大賞のみ参加の番組

### 第1回（1987年3月31日放送）

#### 出場チーム
| 番組                             | 出場者                                                 |
| -------------------------------- | ------------------------------------------------------ |
| 江戸を斬る                       | 里見浩太朗、鮎川いずみ、森田健作、松山英太郎           |
| ママはアイドル!                  | 中山美穂、後藤久美子、三田村邦彦、風吹ジュン、松澤一之 |
| パパ大好き! テレビ探偵団         | 小堺一機、関根勤、三宅裕司、山瀬まみ、泉麻人           |
| 毎度おさわがせします             | 勝野洋、渡辺友子、立花理佐                             |
| 男たちによろしく                 | 古谷一行                                               |
| 料理天国                         | 芳村真理、金田賢一、根本律子、龍虎                     |
| JNNスポーツチャンネル            | 荻島正己、出光ケイ、田淵幸一                           |
| モーニングEye                    | 森本毅郎、池田裕子、小川みどり、桂三木助、前田武彦     |
| ザ・ベストテン 世界・ふしぎ発見! | 黒柳徹子、近藤真彦、草野仁、野々村真                   |
| 痛快なりゆき番組 風雲!たけし城   | 谷隼人、石倉三郎、ストロング金剛、稲川淳二、城みちる   |

#### 1回戦・クイズ100人に聞きました（勝利チームは500点獲得。）
- 司会：大橋巨泉

| 赤チーム        | 青チーム      |
| --------------- | ------------- |
| ママはアイドル! | 風雲!たけし城 |

#### 2回戦・わくわく動物ランド
- 司会：加藤茶、志村けん

#### 3回戦・世界まるごとHOWマッチ
- 司会：関口宏 / アシスタント：西村知江子 / ナレーター：小倉智昭
  - 掛け声は「関口宏の世界まるごとHOWマッチ!!」

5チームに3問挑戦。ホールインワンは5000点、ニアピン賞は2000点、デビルは-500点。
- 解答者
  - 池田裕子、小川みどり、前田武彦（モーニングEye）  6500点
  - 有森也実、松山英太郎、里見浩太朗（江戸を斬る）  4500点
  - 金田賢一、根本律子、龍虎（料理天国） 3500点
  - 中山美穂、風吹ジュン、松澤一之（ママはアイドル!）  3500点
  - 近藤真彦、黒柳徹子、草野仁（ザ・ベストテン+世界・ふしぎ発見!）  3500点

#### 決勝戦・クイズダービー
- 司会：大橋巨泉 / 出題：小池達子
- 決勝進出チーム及び成績
  - 赤チーム：森本毅郎、桂三木助（モーニングEye)
  - 黄チーム：里見浩太朗、森田健作（江戸を斬る)
  - 緑チーム：小堺一機、三宅裕司（パパ大好き+テレビ探偵団)
- 解答者
  - 1枠：篠沢秀夫（1勝4敗）
  - 2枠：山﨑浩子（3勝2敗）
  - 3枠：はらたいら（5勝0敗）
  - 4枠：竹下景子（4勝1敗）
  - 5枠：石坂浩二（1勝4敗）

### 第2回（1987年9月29日放送）

#### 出場チーム
| 番組                                      | 出場者                                   |
| ----------------------------------------- | ---------------------------------------- |
| ナショナル劇場・水戸黄門 第17部           | 西村晃                                   |
| おんなは一生懸命                          | 泉ピン子、赤木春恵                       |
| 男女7人秋物語                             | 明石家さんま、片岡鶴太郎、手塚理美       |
| オヨビでない奴!                           | 植木等、所ジョージ、高橋良明、田中美佐子 |
| 赤ちゃんに乾杯!                           | 荻野目洋子                               |
| 料理天国                                  | 芳村真理                                 |
| 家庭の問題 テレビ探偵団                   | 伊東四朗、加賀まりこ、三宅裕司、山瀬まみ |
| モーニングEye JNNニュース22プライムタイム | 森本毅郎、三雲孝江、山本文郎、長峰由紀   |
| 東芝日曜劇場                              | 紺野美沙子                               |
| ザ・ベストテン                            | 黒柳徹子                                 |
| わいわいスポーツ塾                        | 板東英二                                 |
| 痛快なりゆき番組 風雲!たけし城            | 稲川淳二、たけし軍団                     |

#### 1回戦・クイズ100人に聞きました（勝利チームは500点獲得。）
- 司会：ビートたけし

| 赤チーム | 青チーム        |
| -------- | --------------- |
| 水戸黄門 | オヨビでない奴! |

#### 2回戦・わくわく動物ランド
- 司会：大橋巨泉

#### 3回戦・世界まるごとHOWマッチ
- 司会：関口宏 / アシスタント：西村知江子 / ナレーター：小倉智昭
  - 掛け声は「関口宏の世界まるごとHOWマッチ!!」

#### 敗者復活戦
ファミリートレーナーを使っての敗者復活戦。

#### 決勝戦・クイズダービー
- 司会：ビートたけし（オッズ：大橋巨泉） / 出題：小池達子
  - 掛け声は「たけしの、クイズダービー!!」
- 解答者
  - 1枠：篠沢秀夫（2勝3敗）
  - 2枠：斉藤慶子（3勝2敗）※山崎浩子休養の為代理出演。
  - 3枠：はらたいら（5勝0敗）
  - 4枠：竹下景子（3勝2敗）
  - 5枠：石坂浩二（2勝3敗）

### 第3回（1988年3月29日放送）

#### 出場チーム
- 世界ふしぎ発見!（草野仁、黒柳徹子、中尾ミエ、野々村真、羽仁進）
- そこが知りたい (前田武彦、宇江佐りえ、近石真介、薬袋美穂子、鈴木正幸、宮尾すすむ)
- アッコにおまかせ!（和田アキ子、生島ヒロシ、吉村明宏、桐山隆(MBCアナウンサー)、(ATVアナウンサー)）
- 料理天国（芳村真理、西川きよし、金田賢一、龍虎、西川まり）
- ナショナル劇場・大岡越前 第10部（加藤剛、松山英太郎、森マリア、平淑恵、根本律子）
- わいわいスポーツ塾（板東英二、竜雷太、佐野量子、本木雅弘、鮎川いずみ）
- クイズ!!ひらめきパスワード＋テレビ探偵団（野村啓司、島田紳助、マッハ文朱、三宅裕司、山瀬まみ）
- 海岸物語 昔みたいに…（奥田瑛二、賀来千香子、麻生祐未、山口美江、渡辺裕之）
- モーニングEye（山本文郎、長峰由紀、豊原ミツ子、剛たつひと、小川みどり）
- 痛快なりゆき番組 風雲!たけし城（谷隼人、稲川淳二、たけし軍団(そのまんま東・大森うたえもん・松尾伴内・井手らっきょ・ダンカン、グレート義太夫)）
- ザ・ベストテン（黒柳徹子、松下賢次、少年隊）
- 関口宏のサンデーモーニング（北野大、新堀俊明、浜尾朱美、ケント・ギルバート、ケント・デリカット）
- ※塀の中の懲りない面々・希望の出所編（ドラマスペシャル）（安部譲二）
- ※クイズこれはウマい!　(古舘伊知郎)

#### 1回戦・クイズ100人に聞きました（太字は勝利チーム。勝利チームは1500点獲得。）
| 担当         | 赤チーム                                                   | 青チーム                                  |
| ------------ | ---------------------------------------------------------- | ----------------------------------------- |
| 大橋巨泉     | わいわいスポーツ塾 ザ・ベストテン                          | 海岸物語 昔みたいに… 風雲!たけし城        |
| ビートたけし | クイズ!!ひらめきパスワード＋テレビ探偵団 アッコにおまかせ! | 関口宏のサンデーモーニング そこが知りたい |
| 関口宏       | 世界ふしぎ発見! 大岡越前                                   | 料理天国 モーニングEye                    |

加トちゃんケンちゃん おもしろCMコンテスト
- 司会：加藤茶、志村けん

#### 2回戦・わくわく動物ランド（各ブロック2問。1問正解につき1,000点）
- 司会：大橋巨泉
- Aブロック

| チーム                     | 解答者                     | 最終得点 |
| -------------------------- | -------------------------- | -------- |
| 料理天国                   | 金田賢一、芳村真理         | 1,000点  |
| わいわいスポーツ塾         | 本木雅弘、板東英二         | 3,500点  |
| 関口宏のサンデーモーニング | 北野大、ケント・ギルバート | 3,500点  |
| 大岡越前                   | 加藤剛、平淑恵             | 0点      |
| 世界ふしぎ発見!            | 草野仁、中尾ミエ           | 3,500点  |
| 海岸物語 昔みたいに…       | 奥田瑛二、麻生祐未         | 0点      |

- Bブロック

| チーム                                   | 解答者                 | 最終得点 |
| ---------------------------------------- | ---------------------- | -------- |
| クイズ!!ひらめきパスワード＋テレビ探偵団 | 三宅裕司、マッハ文朱   | 1,000点  |
| ザ・ベストテン                           | 黒柳徹子、植草克秀     | 2,500点  |
| そこが知りたい                           | 宮尾すすむ、薬袋美穂子 | 0点      |
| モーニングEye                            | 山本文郎、小川みどり   | 1,500点  |
| アッコにおまかせ!                        | 和田アキ子、吉村明宏   | 2,500点  |
| 風雲!たけし城                            | 谷隼人、ダンカン       | 1,000点  |

#### 3回戦・世界まるごとHOWマッチ
- 司会：ビートたけし / アシスタント：西村知江子 / ナレーター：小倉智昭
  - 掛け声は「ビートたけしの世界まるごとHOWマッチ!!」

| チーム                     | 解答者                                 | 最終得点 |
| -------------------------- | -------------------------------------- | -------- |
| わいわいスポーツ塾         | 竜雷太、佐野量子、鮎川いずみ           | 5,000点  |
| 関口宏のサンデーモーニング | 新堀俊明、浜尾朱美、ケント・デリカット | 8,000点  |
| 世界ふしぎ発見!            | 羽仁進、野々村真、黒柳徹子             | 8,000点  |
| ザ・ベストテン             | 松下賢次、少年隊                       | 2,000点  |
| アッコにおまかせ!          | 和田アキ子、吉村明宏、生島ヒロシ       | 1,500点  |

- 2問目は全チーム・デビルで500点減点、3問目で「サンモニ」「ふしぎ発見!」はホールインワンで5000点・「わいわい」はニアピンで2000点加算、一方の「ベストテン」「アッコ」は2問連続デビルでまた500点減点したが、「ふしぎ発見!」「ベストテン」を兼務する黒柳が「ベストテン」のデビルを取り消ししたいと要望を受けたが司会者は認めなかったが、スタッフの温情で黒柳の要望が認め「ベストテン」の1問分のデビルでの減点は取り消しとなった。

#### 敗者復活戦
- 司会:関口宏

ファミリートレーナーによる9チームの代表者による100m走で上位2チームが決定戦に進出。決定戦は各チーム3人で綱引き対決し勝利チームが決勝進出。

- 挑戦者
  - 第一組
    - 赤・錦織一清（ザ・ベストテン）×
    - 白・稲川淳二（風雲!たけし城）〇

  - 第二組
    - 赤・剛たつひと（モーニングEye）×
    - 白・渡辺裕之（海岸物語）〇

  - 第三組
    - 赤・鈴木正幸（そこが知りたい）×
    - 白・吉村明宏（アッコにおまかせ!）〇

  - 第四組
    - 赤・金田賢一（料理天国）〇
    - 白・松山英太郎（大岡越前）×

  - 第五組
    - 白・三宅裕司（ひらめきパスワード＋テレビ探偵団）〇
    - COM×

  - 決勝戦
    - 白・奥田瑛二、賀来千香子、渡辺裕之（海岸物語）×
    - 赤・島田紳助、山瀬まみ、三宅裕司（ひらめきパスワード＋テレビ探偵団）〇
- 決勝戦に関しては双方とも紳助が出演しているが、紳助は「ひらめき」「テレ探」連合に参加した。

#### 決勝戦・クイズダービー
- 司会：関口宏（オッズ：大橋巨泉） / 出題：小池達子
  - 掛け声は「宏の、クイズダービー!!」
- 決勝進出チーム及び成績
  - 赤チーム：新堀俊明、北野大（サンデーモーニング)    0点
  - 黄チーム：草野仁、中尾ミエ（世界・ふしぎ発見!)    174,000点
  - 緑チーム：鮎川いずみ、板東英二（わいわいスポーツ塾)    500点
  - 青チーム：マッハ文朱、島田紳助（ひらめきパスワード＋テレビ探偵団)    100点
- 解答者
  - 1枠：篠沢秀夫（1勝4敗。7,6,9,7,16）
  - 2枠：井森美幸（0勝5敗。5,7,8,6,20）
  - 3枠：はらたいら（3勝2敗。2,2,2,3,4）
  - 4枠：竹下景子（2勝3敗。3,3,4,2,8）
  - 5枠：石坂浩二（0勝5敗。3,5,3,6,16）
- 4問目で誰も賭けてない竹下さんが正解し全チーム微損し、5問目でははらさんが正解し「ふしぎ発見!」以外のチームが大損し、2位と3位は稚魚の数の差となってしまった。

### 第4回（1988年10月4日放送）

#### 出場チーム
- 世界・ふしぎ発見!（草野仁、黒柳徹子、秋野暢子、野々村真、羽仁進）
- 新伍のお待ちどおさま（山城新伍、梅宮辰夫）
- アッコにおまかせ!（和田アキ子）
- 加トちゃんケンちゃんごきげんテレビ（加藤茶、志村けん）
- ナショナル劇場・水戸黄門 第18部（西村晃、あおい輝彦）
- 3年B組金八先生（第3シリーズ）（武田鉄矢）
- わいわいスポーツ塾（板東英二、長峰由紀）
- クイズこれはウマい!（古舘伊知郎、大空眞弓、五十嵐淳子）
- JNNニュース
- 疑惑の家族（風間杜夫、富田靖子、井森美幸）
- 痛快なりゆき番組 風雲!たけし城（谷隼人）
- そこが知りたい（森本毅郎）

#### 1回戦・クイズ100人に聞きました（勝利チームは1500点獲得。）
| 担当         | 赤チーム                                         | 青チーム                                |
| ------------ | ------------------------------------------------ | --------------------------------------- |
| 大橋巨泉     | 加トちゃんケンちゃんごきげんテレビ 風雲!たけし城 | 新伍のお待ちどおさま わいわいスポーツ塾 |
| ビートたけし | 水戸黄門 クイズこれはウマい!                     | そこが知りたい 3年B組金八先生Ⅲ          |
| 関口宏       | 世界・ふしぎ発見! アッコにおまかせ!              | JNNニュース 疑惑の家族                  |

#### 2回戦・わくわく動物ランド
- 司会：大橋巨泉

#### 3回戦・世界まるごとHOWマッチ
- 司会：関口宏 / アシスタント：西村知江子 / ナレーター：小倉智昭
  - 掛け声は「関口宏の世界まるごとHOWマッチ!!」

#### 敗者復活戦
風船割りゲーム

#### 決勝戦・クイズダービー
- 司会：ビートたけし（オッズ：大橋巨泉） / 出題：小池達子
  - 掛け声は「たけしの、クイズダービー!!」
- 決勝進出チーム及び成績
  - 赤チーム：板東英二、長峰由紀（わいわいスポーツ塾）45,500点
  - 黄チーム：山城新伍、梅宮辰夫（新伍のお待ちどおさま）109,000点
  - 緑チーム：古舘伊知郎、大空眞弓（クイズこれはウマい!）37,000点
  - 青チーム：西村晃、あおい輝彦（水戸黄門）20,000点
- 解答者
  - 1枠：北野大（1勝4敗）
  - 2枠：井森美幸（0勝5敗）
  - 3枠：はらたいら（4勝1敗）
  - 4枠：秋吉久美子（2勝3敗）※竹下景子の産休に伴う代理出演
  - 5枠：石坂浩二（2勝3敗）

このとき、司会のたけしは解答者の実兄大が不正解だと、「お前、こんなんもわかんないなら大学教授辞めろ！」と茶化す場面があった。また、視聴者プレゼントクイズとして「今日の解答者の中に、司会を務めている私と血のつながっている人がいます。それは誰でしょう？」という出題もなされた。

### 第5回（1989年3月28日放送）

#### 出場チーム
- 世界・ふしぎ発見!（草野仁、黒柳徹子、野々村真、羽仁進、村田香織）
- 新伍のお待ちどおさま（山城新伍、梅宮辰夫、野際陽子、岡江久美子）※もう一人城戸真亜子が出る予定だったが、出演せず。
- アッコにおまかせ!（和田アキ子、生島ヒロシ、吉村明宏、岡崎潤司）※生島は1989年4月よりフリーになったため、局アナとしては最後の出演。
- 加トちゃんケンちゃんごきげんテレビ（加藤茶、志村けん、富田靖子、森尾由美）
- クイズ!!ひらめきパスワード（野村啓司、板東英二、ラサール石井、由紀さおり、大島智子）
- 痛快!ロックンロール通りファイナル（ドラマスペシャル）（沢口靖子、後藤久美子[注 8]、関根勤、川﨑麻世、根岸季衣）
- 赤ひげ（ドラマスペシャル）（田原俊彦、萬屋錦之介、所ジョージ、荻野目慶子、石野陽子）
- テレポート6+JNNニュースコープ+JNNニュースデスク'89+JNN報道特集（料治直矢、三雲孝江、荒川強啓、小川邦雄、久和ひとみ、戸田信子）
- テレビ探偵団+紳助・ケントの世界がお呼びです!（三宅裕司、海老名泰孝、島田紳助、ケント･デリカット ※2番組で一つの連合チーム）
- すてきな出逢い いい朝8時+モーニングEye（うつみ宮土理、西川きよし、月亭八方、山本文郎、長峰由紀　※2番組で一つの連合チーム）
- おしえてあげたい!（水曜ドラマ）（山口美江、高木美保、佐藤B作、布川敏和、石黒賢、土家里織）
- 総天然色バラエティー 北野テレビ（そのまんま東、大森うたえもん、ガダルカナル・タカ、松尾伴内、つまみ枝豆）
- ※サンデーモーニング（北野大）
- ※ザ・ベストテン（黒柳徹子）
- ※そこが知りたい（宇江佐りえ）
- ※3時にあいましょう（岡部達）
- ※噂的達人（司会の一人である、『おしえてあげたい』の山口美江が賞を受け取った）
- ※料理天国（小林繁）
- ※日曜特集・新世界紀行（番組プロデューサーが賞を受け取った）
- ※愛の劇場「おめでた」（山村美智子）

#### 1回戦・クイズ100人に聞きました（太字は勝利チーム。勝利チームは1,500点獲得。）
| 担当         | 赤チーム                                     | 青チーム                                                       |
| ------------ | -------------------------------------------- | -------------------------------------------------------------- |
| 大橋巨泉     | 加トちゃんケンちゃんごきげんテレビ           | 赤ひげ                                                         |
| 大橋巨泉     | テレビ探偵団 紳助・ケントの世界がお呼びです! | すてきな出逢い いい朝8時 モーニングEye                         |
| ビートたけし | 新伍のお待ちどおさま                         | おしえてあげたい!                                              |
| ビートたけし | 痛快!ロックンロール通りファイナル            | 北野テレビ                                                     |
| 関口宏       | アッコにおまかせ!                            | テレポート6 JNNニュースコープ JNNニュースデスク'89 JNN報道特集 |
| 関口宏       | 世界・ふしぎ発見!                            | クイズ!!ひらめきパスワード                                     |

※第2対戦終了後にリクルート事件に関する収賄容疑で文部省前事務次官（当時）の高石邦男逮捕のニュース速報が流れた。CM明けに約10分間報道センターから逮捕に関連する報道が流れ、以降の番組が繰り下げられた。
番組CM大賞
- 司会：加藤茶、志村けん / 中継レポーター：木場弘子

#### 2回戦・わくわく動物ランド（各ブロック2問。1問正解につき1,000点）
| 担当         | チーム                                                         | 解答者                       |
| ------------ | -------------------------------------------------------------- | ---------------------------- |
| ビートたけし | 世界・ふしぎ発見!                                              | 黒柳徹子、羽仁進             |
| ビートたけし | 痛快!ロックンロール通りファイナル                              | 沢口靖子、後藤久美子         |
| ビートたけし | 新伍のお待ちどおさま                                           | 梅宮辰夫、岡江久美子         |
| ビートたけし | すてきな出逢い いい朝8時 モーニングEye                         | 山本文郎、うつみ宮土理       |
| ビートたけし | アッコにおまかせ!                                              | 和田アキ子、吉村明宏         |
| ビートたけし | テレビ探偵団 紳助・ケントの世界がお呼びです!                   | 三宅裕司、ケント・デリカット |
| 関口宏       | 赤ひげ                                                         | 所ジョージ、田原俊彦         |
| 関口宏       | 加トちゃんケンちゃんごきげんテレビ                             | 志村けん、富田靖子           |
| 関口宏       | クイズ!!ひらめきパスワード                                     | 板東英二、由紀さおり         |
| 関口宏       | 北野テレビ                                                     | 大森うたえもん、松尾伴内     |
| 関口宏       | おしえてあげたい!                                              | 山口美江、佐藤B作            |
| 関口宏       | テレポート6 JNNニュースコープ JNNニュースデスク'89 JNN報道特集 | 久和ひとみ、荒川強啓         |

#### 3回戦・世界まるごとHOWマッチ（3問出題。ホールインワン賞5,000点、ニアピン賞2,000点、ロストボール-500点）
- 司会：ビートたけし / アシスタント：西村知江子 / ナレーター：小倉智昭
  - 掛け声は「ビートたけしの世界まるごとHOWマッチ!!」
- 準決勝進出チーム
  - 加トちゃんケンちゃんごきげんテレビ（加藤茶、志村けん、森尾由美）
  - すてきな出逢い いい朝8時＋モーニングEye（西川きよし、月亭八方、長峰由紀）
  - 世界・ふしぎ発見!（草野仁、黒柳徹子、野々村真）
  - アッコにおまかせ!（和田アキ子、吉村明宏、生島ヒロシ）
  - 痛快!ロックンロール通りファイナル（沢口靖子、関根勤、根岸季衣）

#### 決勝戦・クイズダービー（6問出題。原点はこれまでのクイズで獲得した得点に+3,000点）
- 司会:大橋巨泉 / 出題：小池達子
- 決勝進出チーム及び成績
  - 赤チーム：痛快!ロックンロール通りファイナル（沢口靖子、後藤久美子）（127,500点）
  - 黄チーム：加トちゃんケンちゃんごきげんテレビ（加藤茶、富田靖子）（302,000点）
  - 緑チーム：アッコにおまかせ!（和田アキ子、吉村明宏）（170,500点）
  - 青チーム：クイズ!!ひらめきパスワード（板東英二、ラサール石井）（132,000点）
- 解答者
  - 1枠：北野大（2勝4敗。6,7,8,7,7,18）
  - 2枠：井森美幸（0勝6敗。7,7,9,8,7,20）
  - 3枠：はらたいら（4勝2敗。2,3,2,2,3,4）
  - 4枠：竹下景子（3勝3敗。3,2,3,3,2,8）
  - 5枠：石坂浩二（2勝4敗。5,4,7,5,5,14）

※最終問題のみ、出場者は賭け枠と賭け点をフリップで一斉に出した。
※巨泉は「最初のチームは一番かわいらしくて、あとからだんだん憎くなっていく」と言うほど、他のチームに比べ赤チームには若干優しく対応していた(あまりギャンブルに慣れていないという配慮もあった)。僅差で青チームに追いつかなかった時も巨泉は「(赤チームは)全部賭けたのにそれでもこの点数？おかしいなー。これ(青チーム)こんなにあるわけないんじゃない？」と不満そうに言っていた。

### 第6回（1989年10月3日放送）

#### 出場チーム
- 関口宏のサンデーモーニング（新堀俊明、ケント・ギルバート、新井春美、三屋裕子、矢吹藍子、高橋真理、北野大[注 9]）
- 金曜ドラマ・雨よりも優しく（浅野ゆう子、時任三郎、黒木瞳、宅麻伸、田中美奈子、阿知波悟美）
- 世界ふしぎ発見!（草野仁、黒柳徹子、中尾ミエ、松原千明、池田満寿夫）
- 新伍のお待ちどおさま（山城新伍、梅宮辰夫、野際陽子、五月みどり、岡江久美子）
- アッコにおまかせ!（和田アキ子、吉村明宏、生島ヒロシ、岡崎潤司）
- 加トちゃんケンちゃんごきげんテレビ（加藤茶、志村けん、松本伊代、相楽晴子、渡辺美奈代）
- わいわいスポーツ塾（板東英二、田中美佐子、石黒賢、佐野量子、長峰由紀）
- ビートたけし殺人事件（そのまんま東、名取裕子、浜村純、大森うたえもん、つまみ枝豆）
- 俺たちの時代（田原俊彦、秋吉久美子、阿部寛、梨本謙次郎、村田雄浩）
- クイズ日本昔がおもしろい・危険なRevue ギャグ満点（逸見政孝、森口博子、鳥越マリ／ウッチャンナンチャン　※2番組で一つの連合チーム）
- ※そこが知りたい(森本毅郎、前田武彦)
- ※日曜特集・新世界紀行
- ※テレビ探偵団(海老名泰孝)
- ※筑紫哲也NEWS23(筑紫哲也)
- ※音楽派トゥギャザー[注 10]（黒柳徹子、高田純次）

#### 1回戦・クイズ100人に聞きました（太字は勝利チーム。勝利チームは 1,500点獲得。）
| 担当         | 赤チーム                           | 青チーム                            |
| ------------ | ---------------------------------- | ----------------------------------- |
| 大橋巨泉     | 加トちゃんケンちゃんごきげんテレビ | 俺たちの時代                        |
| 大橋巨泉     | 新伍のお待ちどおさま               | アッコにおまかせ!                   |
| ビートたけし | 金曜ドラマ雨よりも優しく           | クイズ日本昔がおもしろい ギャグ満点 |
| ビートたけし | 関口宏のサンデーモーニング         | わいわいスポーツ塾                  |
| 関口宏       | 世界・ふしぎ発見!                  | ビートたけし殺人事件                |

#### 番組CM大賞
- 司会：大橋巨泉、関口宏 / 中継レポーター：ビートたけし、木場弘子

#### 2回戦・わくわく動物ランド
- 司会：大橋巨泉
- Aブロック

| チーム                             | 解答者               | 最終得点 |
| ---------------------------------- | -------------------- | -------- |
| アッコにおまかせ!                  | 和田アキ子、吉村明宏 | 0点      |
| 新伍のお待ちどおさま               | 梅宮辰夫、野際陽子   | 2,500点  |
| わいわいスポーツ塾                 | 板東英二、田中美佐子 | 0点      |
| 金曜ドラマ雨よりも優しく           | 浅野ゆう子、時任三郎 | 2,500点  |
| 加トちゃんケンちゃんごきげんテレビ | 志村けん、松本伊代   | 1,500点  |

- Bブロック

| チーム                              | 解答者                       | 最終得点 |
| ----------------------------------- | ---------------------------- | -------- |
| 世界ふしぎ発見!                     | 黒柳徹子、池田満寿夫         | 1,500点  |
| 俺たちの時代                        | 田原俊彦、秋吉久美子         | 1,000点  |
| ビートたけし殺人事件                | 名取裕子、そのまんま東       | 0点      |
| 関口宏のサンデーモーニング          | ケント・ギルバート、新井春美 | 2,500点  |
| クイズ日本昔がおもしろい ギャグ満点 | 逸見政孝、内村光良           | 1,000点  |

#### 3回戦・世界まるごとHOWマッチ
- 司会：関口宏 / アシスタント：西村知江子 / ナレーター：小倉智昭

| チーム                             | 解答者                           | 最終得点 |
| ---------------------------------- | -------------------------------- | -------- |
| 新伍のお待ちどおさま               | 岡江久美子、五月みどり、山城新伍 | 4,500点  |
| 金曜ドラマ雨よりも優しく           | 浅野ゆう子、宅麻伸、黒木瞳       | 4,500点  |
| 関口宏のサンデーモーニング         | 新井春美、新堀俊明、高橋真理     | 6,500点  |
| 世界ふしぎ発見!                    | 草野仁、中尾ミエ、松原千明       | 3,500点  |
| 加トちゃんケンちゃんごきげんテレビ | 相楽晴子、加藤茶、志村けん       | 3,500点  |

#### 敗者復活戦
- 司会:ビートたけし

おぼん茶筒ダービー
2分間の制限時間内に交互に積み上げたおぼんと茶筒を障害物を超えて前方の台まで崩さずに持って行くゲーム。積み上げる数に制限はないが、多すぎず少なすぎずバランスよく運んでいけるかが勝負のポイント。台に置いたおぼんと茶筒の数が一番多いチームが敗者復活となるが、まず予選が2組行われ、それぞれ勝ち抜いた2チームで決勝を行う。決勝ではバーの障害物が追加された。運ぶ途中で崩れた場合はスタート地点に戻って再度積み上げなければならない。
- 挑戦者
  - 予選第一組
    - 加藤茶、渡辺美奈代（加トちゃんケンちゃんごきげんテレビ）
    - 田原俊彦、梨本謙次郎（俺たちの時代）
    - 生島ヒロシ、吉村明宏（アッコにおまかせ!）

  - 予選第二組
    - 逸見政孝、南原清隆（クイズ日本昔がおもしろい＋ギャグ満点）
    - 石黒賢、長峰由紀（わいわいスポーツ塾）
    - 草野仁、中尾ミエ（世界ふしぎ発見!）
    - そのまんま東、つまみ枝豆（ビートたけし殺人事件）

#### 決勝戦・クイズダービー
- 司会:ビートたけし（オッズ：大橋巨泉） / 出題：小池達子
  - 掛け声は「たけしの、クイズダービー!!」
- 進出チーム
  - 赤チーム：ケント・ギルバート、三屋裕子（サンデーモーニング） 120,500点
  - 黄チーム：時任三郎、浅野ゆう子（雨よりも優しく） 611,000点
  - 緑チーム：山城新伍、梅宮辰夫（新伍のお待ちどおさま） 329,500点
  - 青チーム：草野仁、中尾ミエ（世界・ふしぎ発見!） 285,000点
- 解答者
  - 1枠：北野大（3勝2敗。6,7,9,6,14）
  - 2枠：井森美幸（1勝4敗。7,6,10,7,20）
  - 3枠：はらたいら（4勝1敗。2,3,2,3,4）
  - 4枠：竹下景子（4勝1敗。3,2,3,2,6）
  - 5枠：石坂浩二（3勝2敗。5,6,7,5,10）

### 第7回（1990年4月3日放送）

#### 出場チーム
- アッコにおまかせ!（和田アキ子、生島ヒロシ、吉村明宏、いんぐりもんぐり）
- クイズ!!ひらめきパスワード（野村啓司、ラサール石井、由紀さおり、大島智子、ゆうゆ）
- テレビ探偵団（三宅裕司、西田ひかる、海老名泰孝）
- 平成名物TV・いかすバンド天国（相原勇、カブキロックス）
- ぴりっとタケロー（森本毅郎、西川のりお、西村知美、塩沢とき）
- 予備校ブギ（織田裕二、田中美佐子、緒形直人、的場浩司、渡辺満里奈）
- 金曜ドラマ・誘惑（篠ひろ子、林隆三、紺野美沙子、吉田栄作）
- JNNニュース（『筑紫哲也NEWS23』:筑紫哲也、浜尾朱美、小林繁/『JNNニュースの森』:荒川強啓、久和ひとみ）
- 紳助・ケントの世界がお呼びです!（ケント・デリカット、飯干恵子）
- 関口宏のサンデーモーニング（新堀俊明、ケント・ギルバート、三屋裕子）
- ※モーニングEye
- ※ギミア・ぶれいく
- ※TAKESHIの頭の良くなるテレビ
- ※MOGITATE!バナナ大使[注 13]
- ※料理天国
- ※日曜特集・新世界紀行

#### 第1回戦・クイズ100人に聞きました
- 司会：関口宏

2チームが1対1で1問限定勝負をする。勝利チームに1000点。

#### 番組CM大賞
- 司会・大橋巨泉、関口宏、逸見政孝、板東英二、草野仁 / 中継レポーター：ビートたけし、福島弓子

#### 第2回戦・わくわく動物ランド
- 司会：ビートたけし

全チーム一斉に2問挑戦。1問正解で1000点。

#### 第3回戦・クイズ日本昔がおもしろい
- 司会：逸見政孝

全チーム一斉に2問挑戦。1問正解で1000点。

#### 第4回戦・わいわいスポーツ塾
- 司会：板東英二、長峰由紀

全チーム一斉に2問挑戦。1問正解で1000点。

#### 第5回戦・世界まるごとHOWマッチ
- 司会：ビートたけし / アシスタント：西村知江子 / ナレーター：小倉智昭
  - 掛け声は「ビートたけしの世界まるごとHOWマッチ!!」

全チーム一斉に2問挑戦。ホールインワンは2000点、ニアピン賞は1000点、ロストボールは-500点。

#### 第6回戦・世界ふしぎ発見!
- 司会：草野仁

全チーム一斉に2問挑戦。1問正解で1000点。

#### 決勝戦・クイズダービー
- 司会：大橋巨泉 / 出題：小池達子

これまでの獲得得点に2000点を加えてスタート。全5問。
- 解答者
  - 1枠：北野大（0勝5敗。7,7,8,6,18）
  - 2枠：井森美幸（2勝3敗。8,6,9,7,20）
  - 3枠：はらたいら（2勝3敗。2,3,2,3,4）
  - 4枠：竹下景子（4勝1敗。3,2,3,2,8）
  - 5枠：石坂浩二（1勝4敗。6,6,6,5,14）

巨泉が1990年3月31日分を最後に司会を退任した事を受け、本決勝戦を最後に事実上退任した。
| チーム                           | 解答者                       | 最終得点                         |
| -------------------------------- | ---------------------------- | -------------------------------- |
| クイズ!!ひらめきパスワード       | 野村啓司                     | 9,500点                          |
| アッコにおまかせ！               | 和田アキ子                   | 59,000点                         |
| ぴりっとタケロー                 | 森本毅郎                     | 3,000点                          |
| 予備校ブギ                       | 織田裕二、的場浩司           | 0点 ※4問目で持ち点を使い果たす。 |
| 誘惑                             |                              | 1,500点                          |
| 平成名物TVいかすバンド天国!!     | 氏神一番、相原勇             | 57,000点                         |
| 紳助・ケントの世界がお呼びです！ | ケント・デリカット           | 30,000点                         |
| JNNニュース                      | 筑紫哲也、荒川強啓           | 11,000点                         |
| 関口宏のサンデーモーニング       | ケント・ギルバート、新堀俊明 | 1,000点                          |
| テレビ探偵団                     | 三宅裕司、西田ひかる         | 2,800点                          |

### 第8回（1990年10月2日放送）
- 関口宏のサンデーモーニング（新堀俊明、ケント・デリカット、三屋裕子、藤岡久美子、高橋真理）
- アッコにおまかせ!（和田アキ子、生島ヒロシ、吉村明宏、小林豊アナ）
- テレビ探偵団（三宅裕司、西田ひかる、海老名泰孝）
- スクールウォーズ2（山下真司、松村雄基、梅宮辰夫、岡田奈々、島崎和歌子[注 14]）
- 渡る世間は鬼ばかり（泉ピン子、赤木春恵、中田喜子、藤岡琢也、長山藍子）
- 金曜ドラマ・男について（浅野ゆう子、早見優、別所哲也、唐沢寿明）
- クイズダービー（徳光和夫、北野大、井森美幸、はらたいら、竹下景子）
- JNNニュース(JNNニュースの森・筑紫哲也NEWS23)（荒川強啓・久和ひとみ・浜尾朱美・阿川佐和子・池田裕行アナ）

#### わくわく動物ランド
- 司会：関口宏

#### わいわいスポーツ塾
- 司会：板東英二

#### クイズ日本昔がおもしろい
- 司会：逸見政孝

#### 世界ふしぎ発見！
- 司会：草野仁

#### 世界まるごと2001年
- 司会：山口美江

ビートたけしが8チームそれぞれの名前が書かれたボールを抽選で1個引いて代表チームを決定。
代表チームは用意された問題から1問選択して解答。
正解なら代表チームが2000点獲得、不正解は代表チーム以外の7チームに500点加算。

#### TBS番組クイズ
- 司会：ビートたけし、福島弓子

TBSの各番組から出題。
全チーム参加。1問正解につき1000点獲得。
- - 出題番組

「水戸黄門」「そこが知りたい」「料理天国」「MOGITATE!バナナ大使」「ギミア・ぶれいく」「3時にあいましょう」「クイズ!!ひらめきパスワード」「モーニングEye」「日曜特集・新世界紀行」「浮浪雲」「宇宙特番」「ザ・ベストテン」「柔道一直線」「東芝日曜劇場」「輝け！日本レコード大賞」「植木等ショー」

#### クイズ100人に聞きました
- 司会：関口宏

8チーム対抗で行う早押し団体戦。ボタンを押した順番が1～4番目まで表示される早押し機を使用。
まず、早押しで解答順を1～4番目まで決める。
＜1～3番目のチーム＞
不正解が出るまで続けて解答。すべての答えが開いたら、最後の答えを当てたチームが得点を総取り。
不正解が出た場合、開けた答えの得点がプールされ、次のチームに解答権が移る。
＜4番目のチーム＞
答えるチャンスは1回。
正解すればそれまで開いていた答えの得点を総取りし、1～3番目のチームは無得点。
不正解だった場合は、1～3番目のチームがそれぞれプールしていた得点をそれぞれ獲得し、4番目のチームは無得点。
得点はアンケートの人数1人につき100点として換算。
5問終了した時点で得点が最も高かったチームが優勝。

### 春の番組王座決定戦!（1991年3月26日放送）

#### 出場チーム
- オールスター激突クイズ 当たってくだけろ!（高田純次、関根勤、榊原郁恵、伊藤かずえ、吉沢秋絵）
- アッコにおまかせ!（和田アキ子、田中義剛、小林豊）
- 関口宏のサンデーモーニング（新堀俊明、北野大、三屋裕子、ケント・ギルバート、ケント・デリカット、橋谷能理子）
- 情熱ワイド ブロードキャスター（三雲孝江、嶌信彦、山瀬まみ、柴田秀一）
- 渡る世間は鬼ばかり（泉ピン子、藤岡琢也、前田吟、長山藍子、中田喜子、藤田朋子）
- 世界・ふしぎ発見!（草野仁、黒柳徹子、野々村真、中尾ミエ、羽仁進）
- ナショナル劇場・水戸黄門 第20部（西村晃、あおい輝彦、伊吹吾朗、由美かおる、野村将希、高橋元太郎、中谷一郎）
- 熱血!新入社員宣言（黒木瞳、阿部寛、植草克秀、柳沢慎吾、財前直見、東幹久、松雪泰子、小松千春）
- 金曜ドラマ・それでも家を買いました（田中美佐子、三上博史、宅麻伸、小西博之、高橋ひとみ、花山佳子）
- テレビ探偵団・MOGITATE!バナナ大使連合チーム（三宅裕司、海老名泰孝、西田ひかる、高嶋政伸、笑福亭笑瓶）

なお、『パパとなっちゃん』は主演俳優の都合で参加せず、『仰天!くらべるトラベル』は司会者が
収録の時点でまだ古巣にいたため参加できなかった。

#### 予選ラウンド第1回戦・クイズ100人に聞きました
- 司会：関口宏

5チームによる対抗戦。まず全チームに100点の持ち点が与えられ、早押しで正解したチームのメンバーが1人ずつ回答。不正解が出ると2番目に押したチームに回答権が移行、その後不正解ごとに3～4番目に押したチームに回答権が順繰り、4番目のチームは一答となり、正解の場合得点は全てそのチームにのみ加点、最後に回答したチームが不正解の場合、その前に正解した全チームに正解ポイント分加点。
- 参加チーム
  - Aブロック
    - 黄チーム：水戸黄門 20,300点
    - 青チーム：世界ふしぎ発見! 8,800点
    - 赤チーム：情熱ワイド ブロードキャスター 7,200点
    - 緑チーム：金曜ドラマ・それでも家を買いました 100点
    - 紫チーム：テレビ探偵団・MOGITATE!バナナ大使 100点

  - Bブロック
    - 黄チーム：渡る世間は鬼ばかり 17,200点
    - 青チーム：アッコにおまかせ! 8,900点
    - 赤チーム：熱血!新入社員宣言 8,800点
    - 緑チーム：オールスター激突クイズ 当たってくだけろ! 1,100点
    - 紫チーム：関口宏のサンデーモーニング[注 15] 800点

#### 予選ラウンド第2回戦・クイズダービー
問題はAブロック・Bブロックともに4問ずつ出題。特別ルールとして、通常のクイズダービーとは異なり、賭け点は10点単位まで賭けることが可能。各ブロック決勝進出チームには、賞金30万円の目録が贈られた。Aブロックの1問目で10点になってしまった2チーム「それでも家を買いました」「テレビ探偵団＋バナナ大使」のうち、「それでも家を買いました」は2問目ではらたいらに持ち点の10点を賭けたが不正解だった為、持ち点が0点に。一方の「テレビ探偵団＋バナナ大使」は井森の3連答で17,010点まで膨れ上がり「チーム特別賞」を獲得した。
- 司会：徳光和夫 / 出題：小池達子
- 参加チーム
  - Aブロック
    - 黄チーム：西村晃・由美かおる（水戸黄門） 38,500点
    - 青チーム：草野仁・黒柳徹子（世界ふしぎ発見!） 1,100点
    - 赤チーム：三雲孝江・山瀬まみ（ブロードキャスター） 25,600点
    - 緑チーム：田中美佐子・三上博史（それでも家を買いました） 0点
    - 紫チーム：三宅裕司・高嶋政伸（テレビ探偵団＋バナナ大使） 17,010点

  - Bブロック
    - 黄チーム：藤岡琢也・長山藍子（渡る世間は鬼ばかり） 40,200点
    - 青チーム：和田アキ子・小林豊（アッコにおまかせ!） 8,400点
    - 赤チーム：阿部寛・黒木瞳（熱血!新入社員宣言） 45,000点
    - 緑チーム：伊藤かずえ・高田純次（オールスター激突クイズ 当たってくだけろ!） 10,500点
    - 紫チーム：ケント・デリカット・新堀俊明（サンデーモーニング） 23,520点
- 解答者
  - 1枠：北野大（2勝6敗。Aブロック:8,7,6.16、Bブロック:8,7,8,16）
  - 2枠：井森美幸（5勝3敗。Aブロック:7,8,8,20、Bブロック:8,8,9,20）
  - 3枠：はらたいら（4勝4敗。Aブロック:2,2,3,4、Bブロック:2,3,2,4）
  - 4枠：市毛良枝（5勝3敗。Aブロック:6,6,7,14、Bブロック:7,6,7,12）※竹下景子の代理出演。
  - 5枠：石坂浩二（3勝5敗。Aブロック:5,5,7,10、Bブロック:5,6,7,14）

#### 敗者復活ラウンド
- 司会：ビートたけし、福島弓子

1回戦なべぶた神経衰弱
目の前に鍋・やかん・茶筒・タッパーウェア・菓子缶が山積みになっており、いずれも蓋と本体がバラバラになっている。合図とともに参加者は計5種を蓋を閉じてそろえる。一番早く揃ったチームが勝ち抜け（BGM：『天国と地獄』）。無理矢理違う蓋を閉じない様にするため、「合羽橋振興組合」に閉じたかどうかを判定してもらう。
- 判定員：合羽橋振興組合
- おためし係：ガダルカナル・タカ、ダンカン、井手らっきょ、つまみ枝豆

2回戦テレフォン早押しクイズ
問題が出題された後、司会者席の7セグに架空の8桁の電話番号が表示される。解答者は手元のプッシュホンの電話機で電話を掛け、司会者席の電話機に繋がった電話機の解答者が解答する。不正解で掛け直しとなり、正解が出るまで続ける。3問正解で勝ち抜け、最後に残ったチームが脱落となる。電話を掛ける時のBGMは『タイプライター』が流れる。
3回戦電球でござる
制限時間は2分間。6チームが2チームづつに分かれ、挑戦者はチーム名のタスキを掛け、チーム毎のスタート地点に山積みにされた電球を1個持って、少し離れた5×6のソケットが並んでいるボードに走って移動し、ソケットに電球を回し入れる。通常の電球であれば点滅して続けて挑戦できるが、何個か球切れの電球があるため、点滅しない場合は電球を外し、次の挑戦者にタスキを渡して交代となる。点滅させた電球の数が一番少ないチームが脱落となる。
最終ラウンドわくわく動物ランド
- 司会：関口宏

動物に関する○×クイズで、早く10問正解したチーム3組が敗者復活となる（同時にゴマちゃんのぬいぐるみを獲得(後述)）。問題は「コウモリの卵は黒い」（正解は×。コウモリは哺乳類だから卵を産まない）といった引っ掛けから、「キノボリブタというブタがいる」（×）、「オタンコナスという名の深海魚がいる」（×）、「アンポンタンという魚はいる」（○）、「スットコドッコイという魚もいる」（×）といった、珍名称問題もあった。
- 解答者
  - 山瀬まみ、柴田秀一、嶌信彦（ブロードキャスター）
  - 西田ひかる、三宅裕司、笑福亭笑瓶（テレビ探偵団＋バナナ大使）
  - 和田アキ子、小林豊、田中義剛（アッコにおまかせ!）
  - 吉沢秋絵、関根勤、伊藤かずえ（オールスター激突クイズ 当たってくだけろ!）
  - 橋谷能理子、ケント・デリカット、ケント・ギルバート（サンデーモーニング）

#### 決勝ラウンド
- 司会：大橋巨泉 / 出題：福島弓子

10ポイント先取による早押しクイズ。解答席は『史上最強のクイズ王決定戦』の早押しクイズをイメージしている。前半は映像早押しクイズで、お手付きは無し。後半は一般的早押しクイズで、お手付き・不正解は1点減点。回答は各チームの代表1人のみで、途中で答える人が全チーム席替えとなる方式である。クイズ終了時の各得点×100000円の賞金が全チームに贈られた。
- 解答者
  - あおい輝彦、伊吹吾朗、由美かおる（水戸黄門）
  - 和田アキ子、田中義剛、小林豊（アッコにおまかせ!）
  - 黒木瞳、柳沢慎吾、植草克秀（熱血!新入社員宣言）
  - 高田純次、関根勤、榊原郁恵（オールスター激突クイズ 当たってくだけろ!）
  - 新堀俊明、北野大、ケント・デリカット（サンデーモーニング）

## 全回での放送時間と優勝チーム
| 回    | 放送日                                       | 優勝チーム                                                   | CM大賞 他賞 |
| ----- | -------------------------------------------- | ------------------------------------------------------------ | --- |
| 第1回 | 1987年3月31日（火曜日） 19:00 - 21:48        | パパ大好き!・ テレビ探偵団（※2番組で一つの連合)チーム        | |
| 第2回 | 1987年9月29日（火曜日） 19:00 - 21:48        | おんなは一生懸命（TVドラマ）チーム                           | |
| 第3回 | 1988年3月29日（火曜日） 19:00 - 22:24 （※1） | 世界・ふしぎ発見!チーム                                      | 世界・ふしぎ発見!(CM大賞) そこが知りたい(CM 2位) 風雲!たけし城(CM 3位) アッコにおまかせ!・テレビ探偵団(CM 特別賞)    |
| 第4回 | 1988年10月4日（火曜日） 19:00 - 22:24 （※1） | 新伍のお待ちどおさまチーム                                   | |
| 第5回 | 1989年3月28日（火曜日） 19:00 - 22:34 （※1） | 加トちゃんケンちゃんごきげんテレビチーム                     | |
| 第6回 | 1989年10月3日（火曜日） 19:00 - 21:54 （※2） | 雨よりも優しく（TVドラマ）チーム                             | テレビ探偵団(CM大賞) クイズ日本昔がおもしろい・雨よりも優しく(CM審査員特別賞) 北野大(CM主演賞「サンデーモーニング」) |
| 第7回 | 1990年4月3日0（火曜日） 19:00 - 21:54 （※2） | アッコにおまかせ!チーム                                      | |
| 第8回 | 1990年10月2日（火曜日） 19:00 - 21:54 （※2） | 男について（TVドラマ）チーム                                 | ――― |
| 第9回 | 1991年3月26日（火曜日） 19:00 - 21:54 （※2） | オールスター激突クイズ 当たってくだけろ!（クイズ特番）チーム | 山瀬まみ(特別個人賞) テレビ探偵団＋バナナ大使(チーム特別賞)                                                          |

（※1）20:00 - 21:54に『ザ･ロードショー→火曜ロードショー→火曜ビッグシアター』を放送した枠。夜ニュース枠（『ニュース22プライムタイム JNN』→『JNNニュースデスク'88・'89』）は30分繰り下げ

（※2）19:00 - 20:00の枠のスポンサーが火曜夜8時のドラマ枠のスポンサー、20:00 - 21:54の枠のスポンサーが21:00 - 22:54に『ギミア・ぶれいく』のスポンサー（実質、1時間繰り上がり）。『そこが知りたい』が19:00開始時代は22:00に放送（ローカル番組や他系列番組に差し替えている地域も基本的には同様の措置。過去には22:00に繰り下げ放送せず、番組自体放送休止となった回もある。この場合、19:00 - 20:00の枠のスポンサーを各局ローカルセールスとしていた）。
第5回は当初19:00 - 22:24の予定だったが、番組内でリクルート事件関連の臨時ニュースが入った為、10分拡大となった。

## スタッフ
- ナレーター：橋本テツヤ
- 構成：福岡秀広、原すすむ、菅谷健一、前岡晋、恒川省三、詩村博史 他
- 問題作成：司透、道蔦岳史
- 音楽：たかしまあきひこ、門司肇
- プロデューサー：森政康、奥村正（イースト）
- ディレクター：林叡作、平田修 他
- 技術：和気文雄、青木葉吉樹
- 美術制作：金野寿雄、西川光三
- 技術協力：東通、エヌ・エス・ティー
- 美術協力：アックス
- 制作協力：イースト
- 総合ディレクター：落合芳行（TBS）
- 総合プロデューサー：森勲、山口安広、加藤嘉一（TBS）
- 製作著作：TBS

## エピソード
- 優勝チームの中に1989年10月の「雨よりも優しく」と1990年10月の「男について」はいずれも浅野ゆう子が入るチームで、両作品ともに金曜ドラマ枠だった。
- 第2回に出場した『オヨビでない奴!』は、番組CMが間に合わなかった。そこで、出演者の所ジョージと植木等が即興でCMを作った。
- 第3回では、上記の通り『世界・ふしぎ発見!』が優勝したが、2位は『わいわいスポーツ塾』、3位は『テレビ探偵団+クイズ!!ひらめきパスワード』となり、すべて板東英二が出演する番組が上位となった（『わいわい』は司会。『テレ探』を除く他はレギュラー解答者）。
- また、第3回のクイズの賞金プレゼンターとして泉ピン子が出演。賞金200万円を番組のジャンバーの制作費に充て、そのジャンバーを持参して登場した。
- 第6回では、『わくわく動物ランド』のコーナーで、Aブロック、Bブロックとも第1問が共に全組不正解だっため、最終的に0点となってしまったチームが3チーム発生した。
- 第7回では、『ギミア・ぶれいく』の番組CM（内容は『笑ゥせぇるすまん』の喪黒福造が番組を紹介する、オールアニメ作品）が上位入賞した。
- お昼帯の『愛の劇場』枠での一部のドラマや、アニメ・特撮テレビ映画[注 16] は1番組も参加せず、CM大賞やクイズの問題にも出なかった[注 17]。[注 18]しかし賞品としては、第2回の敗者復活戦の敗退チームに、『レディレディ!!』の主人公であるリン・ラッセルの人形が、また第9回の敗者復活戦の通過チームに、『少年アシベ』のキャラクターであるゴマちゃんの特大ぬいぐるみがプレゼントされたことがある。その一方出場しているチームはほとんど全国ネットの番組だが、ネット局の少ない『そこが知りたい』が数回参加しており、さらに第5回では本来関東ローカルの番組である『テレポートTBS6』（当時の番組名は『テレポート6』）のキャスターが他時間帯のJNN冠が付いた報道番組と合同で出場したことがある。
- 『世界まるごとHOWマッチ』のコーナーでは通常のレギュラー放送と異なり、ホールインワン賞を獲得しても世界一周旅行は獲得できず、代わりに5,000点が加算されるというものであった。ニアピン賞は2,000点加算、正解と2桁以上違う値段を書いてしまえば、ロストボールと見なされて500点減点され、その証明となる「デビル人形」が置かれた。したがって一度獲得したニアピントロフィーは没収されなかった。
  - 1990年4月放送回ではホールインワン賞で2000点、ニアピン賞で1000点、ロストボールを出してしまうと500点減点だったが、2問目でたけしのミスで3桁の解答したチームに1000点、事実上のニアピン賞のチームにさらに500点加算された。
- 『クイズダービー』での得点の賭け方は、第6回までは、最終問題を除く問題は通常と同じ様に行い、最終問題はフリップ（上に解答者欄、下に点数欄）に解答者名と賭け点を書いて、一斉に出す方式だった（本家初期に近い）。第7回・第9回は、全て筆記&一斉公開方式だった。
- 第2回から参加した、ビートたけしは番組の最後で、優勝チームや入賞チーム、CM大賞受賞チームを発表する際にTBS系列以外の他局の番組や既に終了している番組のタイトルを発表し他の出演者に突っ込まれるのが、当番組のお約束だった。